# Зіріклинська сільська рада (Шаранський район)
Зірікли́нська сільська рада (рос. Зириклинский сельский совет) — муніципальне утворення у складі Шаранського району Башкортостану, Росія. Адміністративний центр — село Зірікли.

## Населення
Населення — 962 особи (2019, 1203 у 2010, 1374 у 2002).

## Склад
До складу поселення входять такі населені пункти:
| Населений пункт     | Населення, осіб (2002) | Населення, осіб (2010) |
| ------------------- | ---------------------- | ---------------------- |
| Алпаєво, присілок   | 122                    | 103                    |
| Зірікли, село       | 914                    | 835                    |
| Куртутель, присілок | 221                    | 176                    |
| Талликуль, присілок | 39                     | 14                     |
| Шарликбаш, присілок | 78                     | 75                     |